# The Helen Morgan Story
The Helen Morgan Story is een Amerikaanse dramafilm uit 1957 onder regie van Michael Curtiz. In Nederland werd de film destijds uitgebracht onder de titel De koningin van het nachtleven.

## Verhaal
De zangeres Helen Morgan is erg populair in de jaren 20 en 30. Ze heeft dan een relatie met de ex-misdadiger Larry Maddux en de getrouwde advocaat Russell Wade. Door het stuklopen van de beide relaties raakt ze aan de drank.

## Rolverdeling
| Acteur            | Personage        |
| ----------------- | ---------------- |
| Ann Blyth         | Helen Morgan     |
| Paul Newman       | Larry Maddux     |
| Richard Carlson   | Russell Wade     |
| Gene Evans        | Whitey Krause    |
| Alan King         | Benny Weaver     |
| Cara Williams     | Dolly Evans      |
| Virginia Vincent  | Sue              |
| Walter Woolf King | Florenz Ziegfeld |
| Dorothy Green     | Mevrouw Wade     |
| Edward Platt      | Johnny Haggerty  |
| Warren Douglas    | Mark Hellinger   |